# Ульясте (озеро)
У́льясте или Ульясти (Ульястъярв, Суур-Ульясте; устар. Ульяст; эст. Uljaste järv, Uljastjärv, Suur Uljaste järv) — эвтрофное озеро в северо-восточной части Эстонии. Располагается на территории деревни Ульясте волости Люганузе в уезде Ида-Вирумаа; к северной оконечности озера прилегает территория деревни Ульясте волости Винни уезда Ляэне-Вирумаа. Относится к бассейну реки Пада, впадающей в Финский залив. Входит в состав ландшафтного заповедника Ульясте.
Озеро имеет округлую форму, вытянуто в направлении северо-запад — юго-восток. Находится на высоте 66 м над уровнем моря, между болотом Ульясте и озом Ульясте, в 3,5 км северо-западнее посёлка Сонда. Площадь озера составляет 63,2 га, длина — 1,27 км, ширина — 0,75 км. Наибольшая глубина — 6,4 м, средняя глубина — 2,2 м. Протяжённость береговой линии — 3,687 км. Площадь водосборного бассейна — 1,1 км². Поверхностный сток отсутствует.